# Джокьякартские принципы
Джокьякартские принципы (англ. Yogyakarta Principles) — принципы применения международно-правовых норм о правах человека в отношении сексуальной ориентации и гендерной идентичности были приняты группой профильных экспертов в Джокьякарте, Индонезия, 6—9 ноября 2006 года.
Джокьякартские принципы охватывают широкий спектр стандартов в области прав человека и их применимость к вопросам сексуальной ориентации и гендерной идентичности. Они разрабатывались с учётом широко документированных практик нарушений по всему миру. Джокьякартские принципы также указывают путь к обеспечению полного равенства ЛГБТ-лиц во всём мире. Каждый принцип сопровождается подробными рекомендациями государствам о способах прекращения дискриминации и нарушений. Принципы также содержат рекомендации для правозащитной системы ООН, национальных институтов в области прав человека, СМИ, неправительственных организаций и других.
Среди разработчиков принципов присутствуют экс-Верховный комиссар ООН по правам человека, независимые эксперты ООН, члены комитетов ООН по контролю за соблюдением международных договоров, судьи, гражданские активисты, учёные.
Обнародованы 26 марта в Женеве группой из 29 международных экспертов в области прав человека на сессии Совета по правам человека ООН.

## Версии

### 2006 Джокьякартские принципы
Сами Принципы представляют собой объемный документ, в котором рассматриваются юридические вопросы .
- В преамбуле признаются нарушения прав человека на основе сексуальной ориентации и гендерной идентичности, которые подрывают целостность и достоинство личности, устанавливается соответствующая правовая база и даются определения ключевых терминов.

- Право на универсальное пользование всеми правами и свободами, право на недискриминацию и право на признание правосубъектности устанавливаются Принципами 1-3.
  - Пример:
    - Законы, криминализирующие гомосексуальность, нарушают международное право на недискриминацию (официальная позиция Комитета ООН по правам человека). В двух странах Центральной Азии до сих пор есть подобное законодательство (Узбекистан и Туркменистан)
- Права на жизнь, свободу и личную неприкосновенность, право не подвергаться насилию и пыткам устанавливается Принципами 4-11.
  - Пример:
    - В некоторых странах до сих пор действуют законы, предусматривающие смертную казнь за «добровольные половые отношения между совершеннолетними людьми одного пола», несмотря на резолюции ООН, прямо выступающие против таких законов.
- Экономические, социальные и культурные права регулируются Принципами 12-18. Они устанавливают важность недискриминации в сфере социального обеспечения, образования, сексуального и репродуктивного здоровья, хирургической коррекции пола.
  - Пример:
    - В 2024 году Комитет по экономическим, социальным и культурным правам, рассматривая доклад Кыргызстана, выразил обеспокоенность дискриминационными ограничениями автономии трансгендерных людей в вопросах здоровья, телесной автономии, в частности законом «Об охране здоровья граждан», в соответствии с которым минимальный возраст для получения доступа к гендерно-утверждающем процедурам был увеличен до 25 лет.
- Право на свободное выражение мнений и убеждений и на свободу ассоциации. регулируется Принципами 19-21.
  - Пример:
    - Мирная акция в поддержку равенства лиц любой сексуальной ориентации и гендерной идентичности была запрещена властями, а ее участники стали объектом притеснений и нападок со стороны полиции и радикально настроенных националистов.
- Свобода передвижения и право искать убежища регулируется Принципами 22 и 23.
  - Пример:
    - Лицам, обоснованно опасающимся преследований по мотивам сексуальной ориентации, должен предоставляться статус беженца (Руководство УВКБ ООН по ходатайствам о предоставлении статуса беженца в связи с сексуальной ориентацией и гендерной идентичностью).
- Право на участие в культурной жизни и на создание семьи регулируется Принципами 24-26.
  - Пример:
    - Государства обязаны не допускать дискриминации между разнополыми и однополыми отношениями при распределении партнерских льгот, таких как пенсии по потере кормильца (официальная позиция Комитета ООН по правам человека).
- Права правозащитников регулируется Принципом 27. Принцип признает право защищать и поощрять права человека без дискриминации по признаку сексуальной ориентации и гендерной идентичности, а также обязанность государств обеспечивать защиту правозащитников, работающих в этих областях.
  - Пример:
    - Правозащитники, занимающиеся проблемами сексуальной ориентации и гендерной идентичности в различных странах и регионах мира, «подвергаются угрозам, их жилища и офисы становятся мишенью погромщиков, а они сами – объектом нападений, пыток.
- Право на эффективную правовую защиту и ответственность регулируется Принципами 28 и 29.
  - Пример:
    - Верховный комиссар ООН по правам человека выразил обеспокоенность «безнаказанностью преступлений, связанных с насилием в отношении ЛГБТ» и «ответственностью государств за предоставление эффективной защиты».
- Дополнительные рекомендации: Принципы содержат 16 дополнительных рекомендаций для национальных правозащитных учреждений, профессиональных организаций, доноров, НПО, Верховного комиссара по правам человека, агентств ООН, договорных органов, специальных процедур и других.

### 2017 Джокьякартские принципы плюс 10
- Преамбула: Преамбула напоминает об изменениях в международном праве прав человека и о намерении регулярно обновлять Принципы. В ней дается определение гендерного выражения и половых признаков, эти основания применяются к первоначальным Принципам, признается взаимопересекаемость оснований, принятых в Принципах, и их интерсекциональность с другими основаниями.
- Принцип 30 признает право на государственную защиту от насилия, дискриминации.
- Принцип 31 призывает обеспечить право на юридическое признание без ссылки на пол, гендер, сексуальную ориентацию, гендерную идентичность, гендерное самовыражение или половые признаки, положив конец излишнему включению такой информации в документы, удостоверяющие личность.
- Принцип 32 признает право на телесную и психическую неприкосновенность, автономию и самоопределение, включая свободу от пыток и жестокого обращения. Он призывает не подвергать никого инвазивным или необратимым медицинским процедурам по изменению половых признаков без его согласия, за исключением случаев, когда это необходимо для предотвращения срочного и серьезного вреда.
- Принцип 33 признает право на свободу от косвенной или прямой криминализации или санкций, в том числе в рамках обычного права, религии, законов об общественных приличиях, бродяжничестве, мужеложестве и пропаганде.
- Принцип 34 предусматривает право на защиту от бедности и социальной изоляции.
- Принцип 35 предусматривает право на безопасный и равноправный доступ к средствам санитарии и гигиены.
- Принцип 36 призывает к такой же защите прав в Интернете, как и вне его.
- Принцип 37 предусматривает право знать правду о нарушениях прав человека, включая расследование и возмещение ущерба, не ограниченное сроками давности, а также доступ к медицинским документам.
- Принцип 38 предусматривает право практиковать и проявлять культурное разнообразие.
- Дополнительные обязательства государств: Джокьякартские принципы плюс 10 устанавливают ряд дополнительных обязательств для государств, в том числе в отношении ВИЧ-статуса, доступа к спорту, борьбы с дискриминацией при пренатальном отборе и технологиях генетической модификации, задержания и предоставления убежища, образования, права на здоровье, а также свободы мирных собраний и ассоциаций.
- Дополнительные рекомендации: в Принципах содержатся рекомендации для национальных правозащитных учреждений и спортивных организаций.

## История
Джокьякартские принципы были разработаны на встрече Международной комиссии юристов, Международной службы по правам человека и экспертов по правам человека со всего мира на острове Ява с 6 по 9 ноября 2006 года. Семинар прояснил характер, сферу действия и реализацию обязательств государств в области прав человека в соответствии с существующими договорами и законодательством по правам человека в отношении сексуальной ориентации и гендерной идентичности.
Принципы, разработанные на этой встрече, были приняты экспертами по правам человека со всего мира, среди которых были судьи, ученые, бывший Верховный комиссар ООН по правам человека, представители НПО и другие.
Принципы названы в честь Джокьякарты, города, где проходила конференция. Эти принципы не были приняты государствами в виде договора и, таким образом, сами по себе не являются юридически обязательной частью международного права прав человека. Однако принципы призваны служить пособием по толкованию договоров по правам человека.

## Причины
Принципы были разработаны в ответ на сообщения о случаях жестокого обращения по всему миру. К ним относятся примеры сексуальных нападений и изнасилований, пыток и жестокого обращения, внесудебных казней, убийств на почве чести, вторжения в частную жизнь, произвольных арестов и тюремного заключения, медицинского насилия, отказа в свободе слова и собраний, а также дискриминации, предрассудков и стигматизации в сфере труда, здравоохранения, образования, жилья, семейного права, доступа к правосудию и иммиграции. По оценкам, эти проблемы затрагивают миллионы людей, которые подвергаются или подвергались нападкам по причине предполагаемой или фактической сексуальной ориентации или гендерной идентичности.
Составители поясняют, что в Принципах подробно описывается, как международное право прав человека может быть применено к вопросам сексуальной ориентации и гендерной идентичности, причем таким образом, чтобы это подтверждало международное право и чтобы все государства могли быть связаны обязательствами.
Они утверждают, что везде, где люди признаются свободными от рождения и равными в своем достоинстве и правах, это должно включать и ЛГБТ.

## Реакция

### Организация Объединённых наций
Принципы никогда не были приняты Организацией Объединенных Наций, а попытка сделать гендерную идентичность и сексуальную ориентацию новыми категориями недискриминации неоднократно отвергалась Генеральной Ассамблеей, Советом по правам человека ООН и другими органами ООН.

### Региональные институты
Совет Европы в документе «Права человека и гендерная идентичность»  утверждает, что Принцип 3 Джокьякартских принципов «имеет особое значение». Они рекомендуют государствам-членам «отменить стерилизацию и другие виды принудительного медицинского лечения как необходимое юридическое требование для признания гендерной идентичности человека в законах, регулирующих процесс смены паспортного пола», а также «сделать процедуры по коррекции пола, такие как гормональное лечение, хирургическое вмешательство и психологическая поддержка, доступными для трансгендеров и обеспечить их компенсацию в рамках государственных программ медицинского страхования».

### Национальные институты
На Принципы ссылались многие национальные правительства и судебные решения.

#### Бразилия
В единогласном решении от 5 мая 2011 года Верховный федеральный суд Бразилии стал первым верховным судом в мире, признавшим однополые гражданские союзы в качестве семейных образований, равных по правам гетеросексуальным,  ссылаясь на Джокьякартские принципы в качестве важного правового ориентира.

#### Индия
Верховный суд Индии опирался на Джокьякартские принципы (2007) при вынесении решения по делу NLSA против Союза Индии (2014), в котором признавалось право на самоидентификацию пола и небинарный пол признавался «третьим полом». Суд постановил, что Джокьякартские принципы должны признаваться и соблюдаться до тех пор, пока они соответствуют основным правам, закрепленным в Конституции Индии.

## Интерсекс люди
В Джокьякартских принципах интерсекс люди упоминаются вскользь. Азиатско-Тихоокеанский форум национальных правозащитных учреждений (APF) утверждает: «Принципы не рассматривают надлежащим образом или адекватно применение международного права прав человека в отношении интерсекс людей. В них нет конкретного разграничения половых признаков".
Эти вопросы были решены в обновленных Джокьякартских принципах плюс 10. Борис Диттрих из Human Rights Watch отмечает, что новое обновление «защищает интерсекс детей от недобровольного изменения их половых признаков».